# Croton waltherioides
Espèce
Classification APG III (2009)
Croton waltherioides est une espèce de plantes à fleurs du genre Croton et de la famille des Euphorbiaceae, présente en Haïti.